# Махи, Мимун
Мимун Махи (нидерл. Mimoun Mahi; родился 13 марта 1994 года в городе Гаага, Нидерланды) — марокканский и нидерландский футболист, вингер. Выступал за сборную Марокко.
Мимун родился в Нидерландах в семье выходцев из Марокко.

## Клубная карьера
Махи — воспитанник футбольной академии роттердамской «Спарты». 17 августа 2012 года в матче против «Ден Босха» он дебютировал в Эрстедивизи. 3 февраля 2014 года в поединке против дублёров ПСВ Мимун забил свой первый гол за «Спарту».
Летом 2014 года Махи перешёл в «Гронинген». 24 августа в матче против АДО Ден Хааг он дебютировал в Эредивизи. 22 марта 2015 года в поединке против «Твенте» Мимун забил свой первый гол за «Гронинген». В своём дебютном сезоне он помог клубу завоевать Кубок Нидерландов. 17 сентября в матче против французского «Олимпик Марсель» Махи дебютировал в Лиге Европы.
10 августа 2023 года перешёл в «Де Графсхап», подписав трёхлетний контракт.

## Международная карьера
В 2013 году Мимун в составе юношеской сборной Нидерландов принял участие юношеский чемпионат Европы в Литве. На турнире он сыграл в матчах против команд Литвы, Португалии и Испании.
В 2017 году Махи принял решение выступать за свою историческую родину. 1 сентября в отборочном матче чемпионата мира 2018 против сборной Мали он дебютировал за сборную Марокко. В этом же поединке Мимун забил свой первый гол за национальную команду.

### Голы за сборную Марокко
| #   | Дата            | Место                                | Противник | Счёт | Результат | Соревнование                     |
| --- | --------------- | ------------------------------------ | --------- | ---- | --------- | -------------------------------- |
| 01. | 1 сентября 2017 | Принц Мулай Абделлах, Рабат, Марокко | Мали      | 6:0  | 6:0       | Чемпионат мира 2018 квалификация |

## Достижения
Командные
«Гронинген»
- Обладатель Кубка Нидерландов — 2014/15